# Siebe Van der Heyden
Siebe Van der Heyden (Denderleeuw, 30 maggio 1998) è un calciatore belga, difensore del Gent.

## Carriera

### Club
Cresciuto nelle giovanili dell'Anderlecht, nel 2016 ha firmato il suo primo contratto con l'Ostenda, debuttando in campionato il 21 maggio 2017, nella sconfitta in trasferta per 3-2 contro l'Anderlecht.
Dopo non essersi riuscito a ritagliare spazio in rosa, nel 2018 è andato a giocare all'Eindhoven, nella seconda divisione olandese.
Nell'estate del 2019, fa ritorno in patria, firmando con l'Union Saint-Gilloise, dove, al termine della stagione 2020-2021, la sua squadra vince il campionato di seconda divisione e viene promossa in massima serie.
Si trasferisce poi in Spagna al Maiorca, dove colleziona solo 8 presenze per poi trasferirsi in prestito al St. Pauli il 30 gennaio 2025 fino al termine della stagione.
Il 25 luglio 2025 torna in patria, firmando un triennale con il Gent.

### Nazionale
Il 29 marzo 2022 esordisce con il Belgio nell'amichevole vinta 3-0 contro il Burkina Faso.

## Statistiche

### Presenze e reti nei club
Statistiche aggiornate al 29 marzo 2022.
| Stagione                    | Squadra                     | Campionato                  | Campionato | Campionato | Coppe nazionali | Coppe nazionali | Coppe nazionali | Coppe continentali | Coppe continentali | Coppe continentali | Altre coppe | Altre coppe | Altre coppe | Totale | Totale |
| Stagione                    | Squadra                     | Comp                        | Pres       | Reti       | Comp            | Pres            | Reti            | Comp               | Pres               | Reti               | Comp        | Pres        | Reti        | Pres   | Reti   |
| --------------------------- | --------------------------- | --------------------------- | ---------- | ---------- | --------------- | --------------- | --------------- | ------------------ | ------------------ | ------------------ | ----------- | ----------- | ----------- | ------ | ------ |
| 2016-2017                   | Ostenda                     | D1                          | 1          | 0          | CB              | 0               | 0               |                    | -                  | -                  |             | -           | -           | 1      | 0      |
| 2017-2018                   | Ostenda                     | D1                          | 1          | 1          | CB              | 0               | 0               | UEL                | 0                  | 0                  |             | -           | -           | 1      | 1      |
| Totale Ostenda              | Totale Ostenda              | Totale Ostenda              | 2          | 1          |                 | 0               | 0               |                    | 0                  | 0                  |             | -           | -           | 2      | 1      |
| 2018-2019                   | Eindhoven                   | 1D                          | 32         | 1          | CO              | 1               | 0               |                    | -                  | -                  |             | -           | -           | 33     | 1      |
| 2019-2020                   | Union Saint-Gilloise        | D2                          | 13         | 0          | CB              | 2               | 0               |                    | -                  | -                  |             | -           | -           | 15     | 0      |
| 2020-2021                   | Union Saint-Gilloise        | D2                          | 24         | 2          | CB              | 3               | 0               |                    | -                  | -                  |             | -           | -           | 27     | 2      |
| 2021-2022                   | Union Saint-Gilloise        | D1                          | 24         | 0          | CB              | 2               | 0               |                    | -                  | -                  |             | -           | -           | 26     | 0      |
| Totale Union Saint-Gilloise | Totale Union Saint-Gilloise | Totale Union Saint-Gilloise | 61         | 2          |                 | 7               | 0               |                    | -                  | -                  |             | -           | -           | 68     | 2      |
| Totale carriera             | Totale carriera             | Totale carriera             | 95         | 4          |                 | 8               | 0               |                    | 0                  | 0                  |             | -           | -           | 103    | 4      |

### Cronologia presenze e reti in nazionale
| Cronologia completa delle presenze e delle reti in nazionale ― Belgio | Cronologia completa delle presenze e delle reti in nazionale ― Belgio | Cronologia completa delle presenze e delle reti in nazionale ― Belgio | Cronologia completa delle presenze e delle reti in nazionale ― Belgio | Cronologia completa delle presenze e delle reti in nazionale ― Belgio | Cronologia completa delle presenze e delle reti in nazionale ― Belgio | Cronologia completa delle presenze e delle reti in nazionale ― Belgio | Cronologia completa delle presenze e delle reti in nazionale ― Belgio |
| Data                                                                  | Città                                                                 | In casa                                                               | Risultato                                                             | Ospiti                                                                | Competizione                                                          | Reti                                                                  | Note                                                                  |
| --------------------------------------------------------------------- | --------------------------------------------------------------------- | --------------------------------------------------------------------- | --------------------------------------------------------------------- | --------------------------------------------------------------------- | --------------------------------------------------------------------- | --------------------------------------------------------------------- | --------------------------------------------------------------------- |
| 29-3-2022                                                             | Bruxelles                                                             | Belgio                                                                | 3 – 0                                                                 | Burkina Faso                                                          | Amichevole                                                            | -                                                                     |                                                                       |
| Totale                                                                |                                                                       | Presenze                                                              | 1                                                                     |                                                                       | Reti                                                                  | 0                                                                     |                                                                       |

## Palmarès

### Club

#### Competizioni nazionali
- Campionato belga di seconda divisione: 1

Union Saint-Gilloise: 2020-2021